# Triple Crown (autosport)

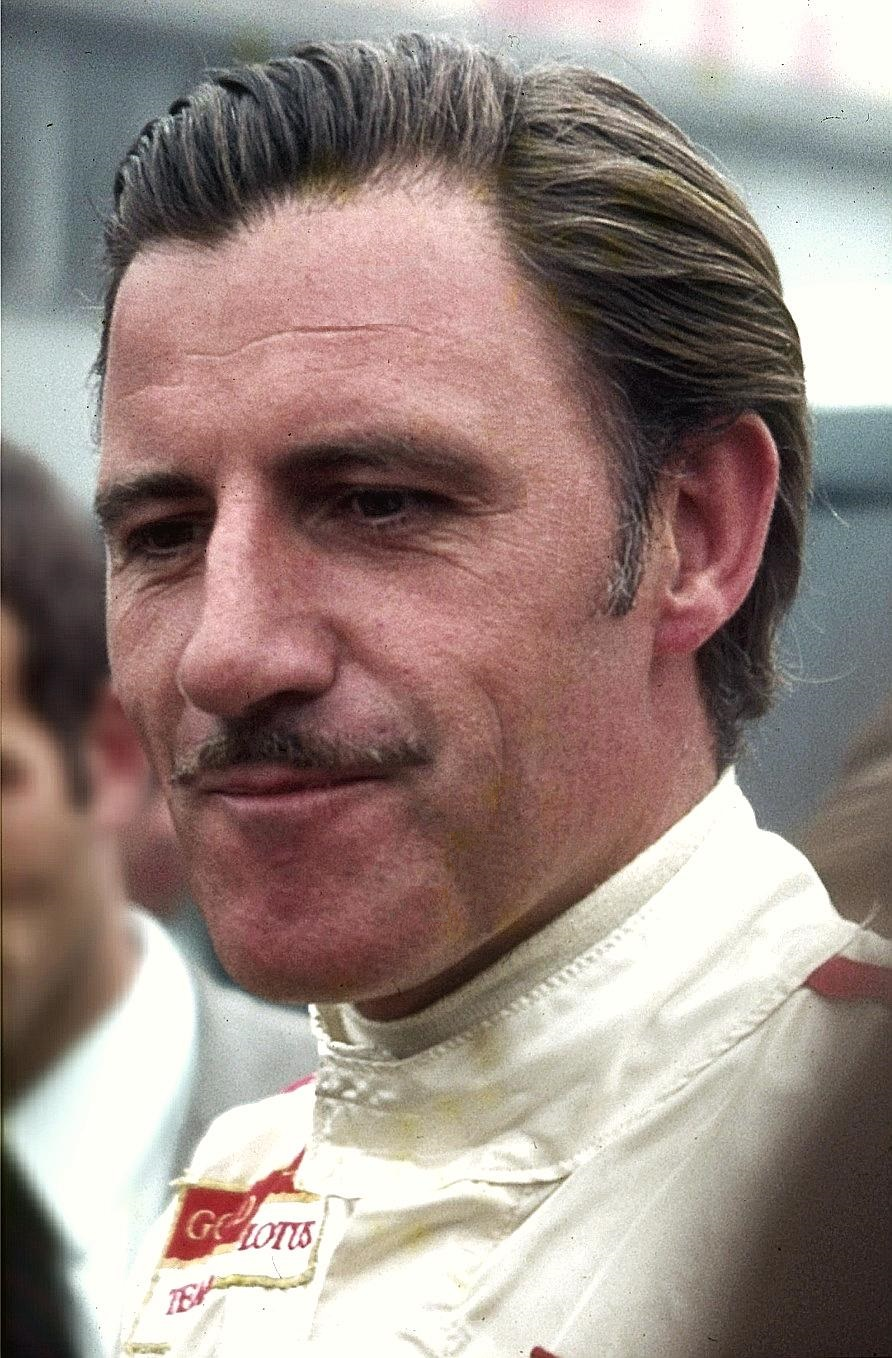
Graham Hill in 1969

Triple Crown is een officieuze prestatie in de autosport. Dit is wanneer een autocoureur zowel de Indy 500, de Grand Prix van Monaco als de 24 uur van Le Mans wint.
1. Indianapolis 500: Dit is een iconische Amerikaanse openwielrace uit de Indycar serie, gehouden op de Indianapolis Motor Speedway. Het is een race over 500 mijl (200 ronden) die jaarlijks wordt gehouden sinds 1911 en wordt beschouwd als een van de meest prestigieuze evenementen in de autosport.
2. Monaco Grand Prix: De Monaco Grand Prix is een Formule 1-race gehouden op de straten van Monte Carlo, Monaco. Het staat bekend om zijn smalle en bochtige circuit en is een van de beroemdste en uitdagendste races op de Formule 1-kalender.
3. 24 uur van Le Mans: De 24 uur van Le Mans is een endurancerace gehouden in Le Mans, Frankrijk. Het maakt deel uit van het FIA World Endurance Championship en is een van de meest beroemde enduranceraces ter wereld, bekend om zijn unieke format waarin teams van coureurs strijden om de langste afstand af te leggen in een periode van 24 uur.

## (Bijna-)winnaars
Graham Hill is de enige coureur die de Triple Crown heeft voltooid. Negentien coureurs in de autosportgeschiedenis hebben deelgenomen aan alle drie de onderdelen van de Triple Crown en hebben ten minste een van de evenementen gewonnen. Juan Pablo Montoya en Fernando Alonso zijn de enige actieve coureurs die twee van de drie evenementen hebben gewonnen, waarbij ze respectievelijk de 24 uur van Le Mans en de Indianapolis 500 nog moeten winnen.
Sommigen definiëren de Triple Crown met behulp van het Formule 1 Wereldkampioenschap en niet de Grand Prix van Monaco. Dan nog is Graham Hill de enige coureur die deze titel heeft behaald.
| Coureur     | Indianapolis 500 | 24 uur van Le Mans | Monaco Grand Prix            | F1-wereldkampioen |
| ----------- | ---------------- | ------------------ | ---------------------------- | ----------------- |
| Graham Hill | 1966             | 1972               | 1963, 1964, 1965, 1968, 1969 | 1962, 1968        |

De onderstaande coureurs hebben twee van de drie onderdelen voltooid voor beide versies van de Triple Crown.
| Coureur             | Indianapolis 500       | 24 uur van Le Mans | Monaco Grand Prix | F1-wereldkampioen |
| ------------------- | ---------------------- | ------------------ | ----------------- | ----------------- |
| Tazio Nuvolari      | —                      | 1933               | 1932              | —                 |
| Maurice Trintignant | —                      | 1954               | 1955, 1958        | —                 |
| Mike Hawthorn       | —                      | 1955               | —                 | 1958              |
| Phil Hill           | —                      | 1958, 1961, 1962   | —                 | 1961              |
| A. J. Foyt          | 1961, 1964, 1967, 1977 | 1967               | —                 | —                 |
| Bruce McLaren       | —                      | 1966               | 1962              | —                 |
| Jim Clark           | 1965                   | —                  | —                 | 1963, 1965        |
| Jochen Rindt        | —                      | 1965               | 1970              | 1970              |
| Mario Andretti      | 1969                   | —                  | —                 | 1978              |
| Emerson Fittipaldi  | 1989, 1993             | —                  | —                 | 1972, 1974        |
| Jacques Villeneuve  | 1995                   | —                  | —                 | 1997              |
| Juan Pablo Montoya  | 2000, 2015             | —                  | 2003              | —                 |
| Fernando Alonso     | —                      | 2018, 2019         | 2006, 2007        | 2005, 2006        |

## Andere varianten

### Endurance racing
In de wereld van Endurance Racing, zoals het geval is in de langeafstandsraces, is de Triple Crown een prestatie die meestal verwijst naar het winnen van de drie meest prestigieuze langeafstandsraces ter wereld. De exacte races die deel uitmaken van de Triple Crown kunnen variëren, maar ze omvatten doorgaans:
1. 24 uur van Le Mans: Dit is een van de bekendste en meest prestigieuze langeafstandsraces ter wereld, gehouden in Le Mans, Frankrijk. Het evenement trekt 's werelds beste endurance-racers en teams en bestaat uit een 24-uursrace op het Circuit de la Sarthe.
2. 12 uur van Sebring: De 12 uur van Sebring is een andere zeer gewaardeerde langeafstandsrace, gehouden op het Sebring International Raceway in Florida, Verenigde Staten. Het evenement is beroemd om zijn zware fysieke en mechanische uitdagingen.
3. 24 uur van Daytona: Deze race vindt plaats op het Daytona International Speedway in Florida, Verenigde Staten, en is een van de meest prestigieuze langeafstandsraces in Noord-Amerika. Het is een uitdagend evenement met een mix van weg- en oval-racing.